# Западный Нортбрук
За́падный Но́ртбрук (ранее был известен также как остров Ю́рия Кучи́ева) — остров в юго-западной части архипелага Земля Франца-Иосифа. Административно относится к Приморскому району Архангельской области России.
Самый молодой остров архипелага, образовавшийся в результате отделения юго-западной части острова Нортбрук.

## История
Вначале остров Нортбрук считался единым образованием. Пролив между Западным и Восточным Нортбруком, ранее закрытый ледником, был обнаружен в 1985 году членом историко-археологической экспедиции на ледоколе «Капитан Драницын» Ростиславом Гайдовским. Экспедиция решила назвать пролив именем Гайдовского, а островам дать наименования Западный Нортбрук и Восточный Нортбрук. Об этом был отправлен отчёт во Всесоюзное географическое общество, однако он остался без ответа.
В 2006 году Станислав Румянцев (капитан атомного ледокола «Ямал», выполнявшего через Землю Франца-Иосифа туристические круизы к Северному полюсу) также сообщил о разделении острова Нортбрук проливом на две части. В 2007 году Борге Оусланд (Норвегия) и Томасом Ульрих (Швейцария), совершавшие мемориальную экспедицию по следам Фритьофа Нансена и Ялмара Йохансена на мыс Флора острова Нортбрук, также заметили разделение острова и направили письмо в посольство РФ в Норвегии с заявлением об открытии нового острова, предложив назвать остров именем Ялмара Йохансена.
В 2008 году с задачей проверить наличие нового острова к Нортбруку в составе экспедиции «Арктика-2008» отправились два гидрографа на научном судне «Академик Фёдоров», однако по погодным условиям это задание не было выполнено.
Решением Архангельского областного собрания остров был назван в память о капитане, который первым достиг Северного полюса на надводном судне, — Юрии Кучиеве. Однако Областное собрание не имело права давать названия новооткрытым географическим объектам.
В 2012 году в ходе комплексной экспедиции национального парка «Русская Арктика» было выполнено первичное описание пролива. Члены экспедиции прошли по его берегам с западной и восточной стороны, описали берега, выяснили навигационные особенности, сняли GPS-координаты, выполнили фотосъёмку. В этом же году гидрографы Высокоширотной экспедиции Арктического и Антарктического НИИ отсняли с воздуха пролив, произвели нивелирную съёмку, зафиксировали координаты береговой черты с помощью GPS.
Окончательно название островов Западный Нортбрук и Восточный Нортбрук в соответствии с Федеральным законом «О наименованиях географических объектов» и на основании предложения Архангельского областного Собрания депутатов было установлено распоряжением правительства РФ от 19 октября 2020.

## Топографические карты
- Лист карты T-39-I,II,III. Масштаб: 1 : 200 000. Состояние местности на 1957 год.